# Skyline (Alabama)
 Skyline, Alabama és una població dels Estats Units a l'estat d'Alabama. Segons el cens del 2000 tenia 843 habitants.

## Demografia
Segons el cens del 2000, Skyline tenia 843 habitants, 323 habitatges, i 251 famílies La densitat de població era de 84,1 habitants/km².
Dels 323 habitatges en un 30,3% hi vivien nens de menys de 18 anys, en un 65,6% hi vivien parelles casades, en un 9,6% dones solteres, i en un 22% no eren unitats familiars. En el 19,8% dels habitatges hi vivien persones soles el 7,4% de les quals corresponia a persones de 65 anys o més que vivien soles. El nombre mitjà de persones vivint en cada habitatge era de 2,61 i el nombre mitjà de persones que vivien en cada família era de 2,98.
Per edats la població es repartia de la següent manera: un 23,7% tenia menys de 18 anys, un 11,2% entre 18 i 24, un 27,4% entre 25 i 44, un 25,7% de 45 a 60 i un 12% 65 anys o més.
L'edat mediana era de 38 anys. Per cada 100 dones hi havia 98,4 homes. Per cada 100 dones de 18 o més anys hi havia 93,7 homes.
La renda mediana per habitatge era de 29.250 $ i la renda mediana per família de 31.985 $. Els homes tenien una renda mediana de 28.026 $ mentre que les dones 20.341 $. La renda per capita de la població era de 12.780 $. Aproximadament el 9,4% de les famílies i el 13,7% de la població estaven per davall del llindar de pobresa.

## Poblacions properes
El següent diagrama mostra les poblacions més properes.